# Johann Ernst Glück
Johann Ernst Glück (łot. Johans Ernsts Gliks, ur. 18 maja 1654 w Wettin, zm. 5 maja 1705 w Moskwie) – niemiecki teolog ewangelicki (luterański) i tłumacz (m.in. Biblii).

## Biografia
Glück urodził w niemieckim Wettin koło Halle. Był synem pastora luterańskiego. W wieku 21 lat ukończył studia teologiczne w Wittenberdze i Lipsku, po czym przeniósł się na teren Liwonii pozostającej pod władzą Szwecji (obecnie teren Łotwy). 31 sierpnia 1681 roku Glück po rozmowie z Johannesem Fischerem, superintendentem reprezentującym króla Szwecji Karola XI, uzyskał zezwolenie królewskie na tłumaczenie Biblii na język łotewski.
Glück chciał wydać przekład w języku łotewskim, posługując się przy tłumaczeniu tekstem oryginału hebrajskiego i greckiego. Dlatego wyjechał do Hamburga, aby lepiej poznać te języki. W Niemczech lekcji języka łotewskiego oraz biblijnej greki udzielał mu prawdopodobnie łotewski duchowny Jānis Reiters. W 1680 roku powrócił na Łotwę, a następnie jako pastor objął parafię w Marienburgu (obecnie Alūksne).
W 1685 roku ukończył tłumaczenie na język łotewski Nowego Testamentu, do roku 1689 dokonał pełnego przekładu Pisma Świętego (Biblia Glücka). Ponieważ niektórych odpowiedników słów brakowało w języku łotewskim, zapożyczył je z języka niemieckiego. Niektóre ze słów, których Glück użył jako pierwszy (neologizmów) do dziś są w użyciu w języku łotewskim.
W 1694 roku Glück otrzymał zezwolenie na rozpowszechnianie łotewskiego przekładu Biblii.
W 1699 roku tłumaczył Biblię na język rosyjski, a w 1702 roku przystąpił do poprawiania swojego przekładu łotewskiego. W roku 1702 po pokonaniu przez wojska rosyjskie Szwedów i zajęciu Marienburgu, Glücka i jego rodzinę wywieziono do Rosji. Glück też stracił swoje rękopisy poprawionej Biblii łotewskiej i swego przekładu rosyjskiego. Zmarł w wieku 51 lat w Moskwie w roku 1705. Po jego śmierci, jego była pokojówka Marta Skawronska, poślubiła cara Piotra I Wielkiego, a po śmierci cara w roku 1725 została cesarzową Rosji Katarzyną I.

## Spuścizna

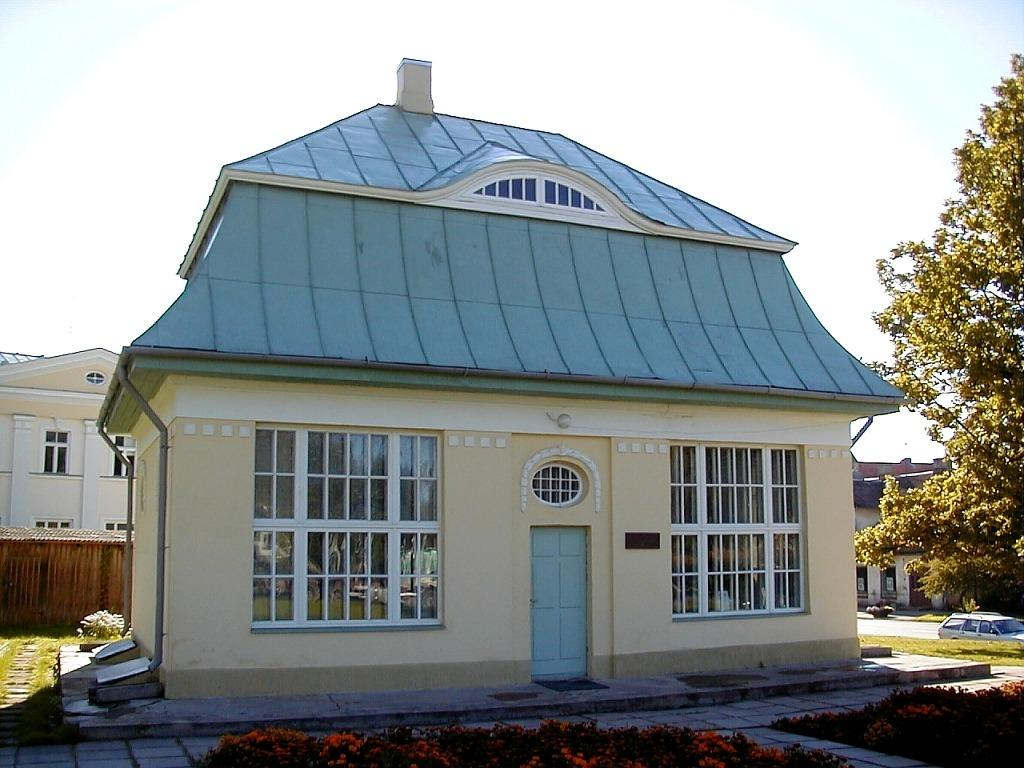
Muzeum Biblii w Alūksne

Egzemplarz pierwszego wydania Biblii Glücka znajduje się Alūksne Museum, w którego zbiorach są różne przekłady Biblii. Natomiast na herbie miasta Alūksne widnieje Biblia i rok 1689, czyli ten, w którym Glück ukończył pracę nad swoim przekładem. W pobliżu muzeum rosną dwa ponad 300-letnie dęby nazywane Glika ozoli (Dęby Glücka), które zasadził na pamiątkę swego łotewskiego przekładu Biblii.
Do 1890 roku Biblia w przekładzie Glücka (wraz z w wydaniami zrewidowanymi) została wydana w nakładzie ponad 127 tys. egzemplarzy, a Nowy Testament dodatkowo w nakładzie ponad 411 tys. egzemplarzy, wywierając niezaprzeczalny wpływ na społeczność luterańskich Łotyszy, a także na współczesny literacki język łotewski.